# Herman Saastamoinen
Herman Saastamoinen, född 25 april 1850 i Pielavesi, död 28 april 1920 i Kuopio, var en finländsk affärs- och industriman. Han var far till diplomaterna Yrjö Saastamoinen och Armas Saastamoinen samt till bergsrådet Onni Saastamoinen.
Saastamoinen verkade från 1876 som köpman och grosshandlare i Kuopio samt anlade kring sekelskiftet två trådrullsfabriker, som från 1912 drevs av aktiebolaget H. Saastamoinen Ltd, vilket även hade en skotsk delägare. Han var på 1910- talet världens största tillverkare av trådrullar, som gick på export till de flesta europeiska länder.
Efter Saastamoinens död avskildes partihandelsrörelsen till ett särskilt bolag, H. Saastamoinen & Pojat Oy, som arbetade fram till 1965, då de båda företagen sammanslogs. Koncernen leddes i många årtionden av grundarens söner, Armas, Yrjö och Onni Saastamoinen.
Saastamoinen fick titeln kommerseråd 1904.